# Bejaria zamorae
Bejaria zamorae är en ljungväxtart som beskrevs av S.E. Clemants. Bejaria zamorae ingår i släktet Bejaria och familjen ljungväxter. Inga underarter finns listade i Catalogue of Life.